# 八田荘 (お笑いコンビ)
八田荘（はったそう）は、かつてワタナベエンターテインメントに所属していた日本のお笑いコンビ。

## メンバー
鈴木 拓海（すずき たくみ、1988年2月9日（37歳） - ）
ツッコミ担当。
大阪府堺市出身、身長175 cm。
特技はリフティング。
危険物取扱免許丙種を所持している。

岩野 達範（いわの たつのり、1988年1月18日（37歳） - ）
ボケ担当。
大阪府堺市出身、身長170 cm。
特技はけん玉、器械体操、バスケットボール、ブレイクダンス。
けん玉道初段を所持している。
同期のヤマゲン（ネコニスズ）曰く、初めて出来た芸人の友達。

## 来歴
2人は幼稚園から中学まで一緒の幼馴染で、岩野は高校まで一緒だった友達と共にNSC大阪校へ29期生として入学しコンビ「FORCE1」としてデビュー。鈴木は高校卒業後に就職するもお笑いがやりたくなり1年で退社、ピン芸人となる。その頃FORCE1は岩野の相方が芸人を辞めたいと言い出したため解散し、ピンとして活動していた鈴木を岩野が誘ったことでコンビ結成。2012年、コンビで新しい道を模索するため上京してワタナベエンターテインメント所属となる。2022年9月を以て解散。
コンビ名は、2人の生まれ育った堺市の地名に由来。本来の読みは『はったしょう』だが読みにくいと考え、『はったそう』にしている。他のコンビ名候補には「T.I.P（達範 岩野 プロジェクト）」があった。

## 芸風
主に漫才で、M-1グランプリでは2018年に準々決勝進出。

## 出演
- ネタパレ（フジテレビ）2018年8月10日[7]